# Портрет митця замолоду
«Портре́т митця́ за́молоду» (англ. A Portrait of the Artist as a Young Man) — роман Джеймса Джойса, належить до числа шедеврів світової літератури XX століття.
Виданий 1916 року «Портрет митця замолоду», став першим і одним із найкращих у творчості письменника. Це історія про молодого митця і його пізнання істини світу, що має багато спільного з біографією самого Джойса. Зображені дитинство та юність Стівена Дедалуса, його конфлікт з сім'єю, школою і батьківщиною, який знаходить своє розв'язання в мистецтві. Блискучий літературний експеримент, як у використанні мови, так і в структуруванні тексту, роман зробив значний вплив на розвиток літератури.
У творінні Джойса процес становлення особистості. Що таке душа? Чи існує Бог? Хто такі патріоти свої батьківщини? Усі відповіді герой знаходить у мистецтві, яке стає його призначенням.
«Дух наповнював його — дух чистий, як найчистіша вода, ніжний, як роса, зворушливий, як музика…»
«Я рушаю на зустріч, у мільйонний раз, з дійсністю досвіду, щоби в кузні моєї душі кувати несотворену совість мого роду».

## Передумови створення

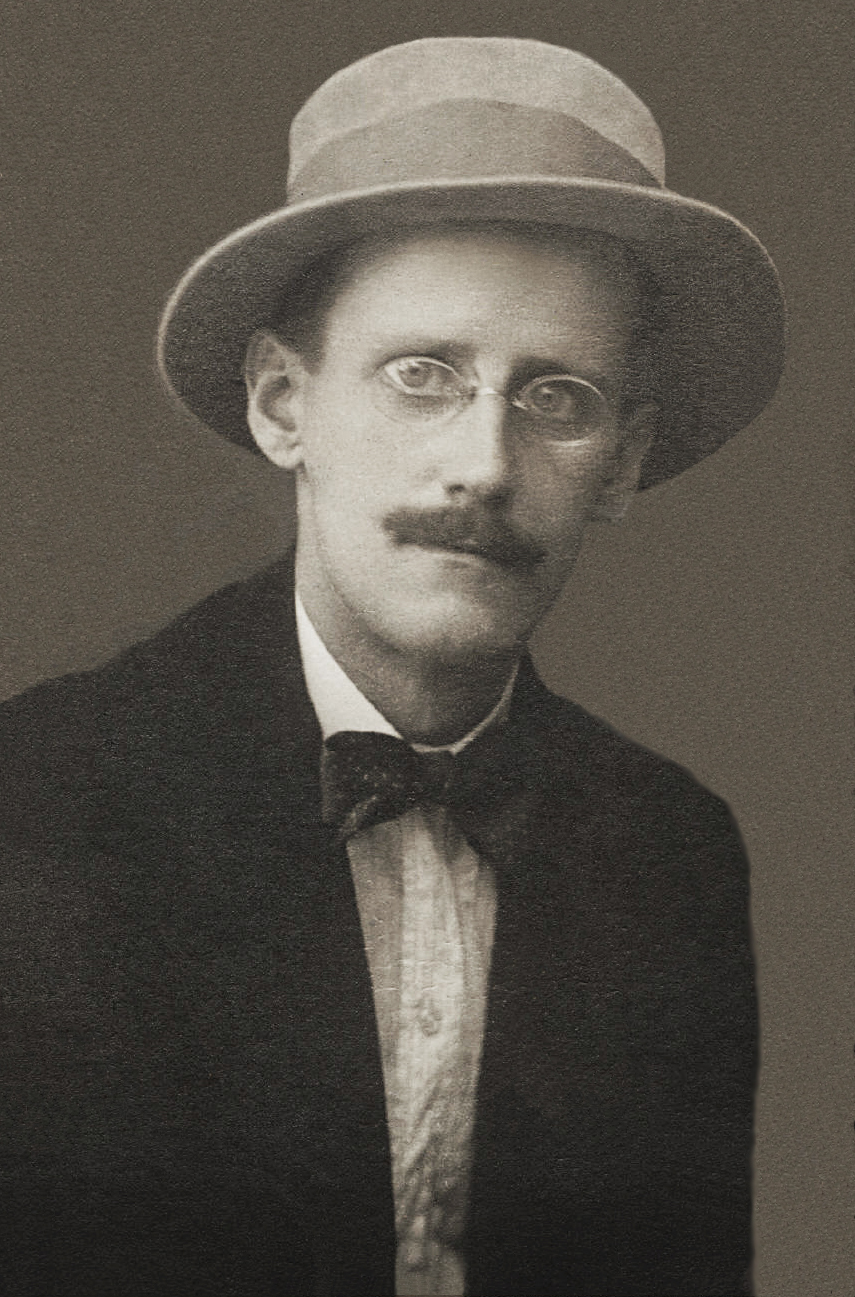
Джеймс Джойс 1915 року

Джеймс Джойс народився 1882 року в Дубліні, в родині, яка належала до середнього класу. Проявивши себе як блискучий студент, 1902 року закінчив Університетський коледж у Дубліні. Переїхав до Парижа вивчати медицину, але невдовзі кинув це заняття. На вимогу сім'ї повернувся в Ірландію, щоб попрощатися з матір'ю, яка вмирала від раку. Попри її вмовляння, невіруючий Джойс і його брат Станіслаус відмовилися сповідатися або причаститися. Коли вона впала в кому, то вони відмовилися стати на коліна і молитися за неї. Після низки невдалих спроб опублікувати свої твори або розпочати видання власної газети, Джойс спробував себе як вчитель, співак, рецензент книг, у цей період віддавшись пияцтву.
Першу спробу написати роман Джойс зробив на початку 1904 року і він мав назву Stephen Hero. Того червня він вперше побачив Нору Барнакл, коли вона гуляла по Нассау Стріт. Їхнє перше побачення відбулося 16 червня. Саме цього дня розгортається дія роману «Улісс». Майже одразу після цього Джойс і Нора до нестями закохалися один в одного, а додатково їх пов'язало спільне неприйняття Ірландії та церкви. Тоді вони втекли до Європи. Спочатку зупинилися в Цюриху, а потім на десять років оселилися в Трієсті (тодішня Австро-Угорщина), де Джойс викладав англійську мову. У березні 1905 року його перевели в школу Берлітц у Трієсті, можливо через страх шпигунів в Австрії. Там Нора народила їхніх двох дітей, 1905 року Джорджа і 1907 року Лусію, а Джойс писав художню прозу, підписавши деякі зі своїх ранніх ессе і оповідань «Stephen Daedalus». Оповідання, які він там написав, увійшли до збірки Дублінці (1914), публікація якої зайняла років через її суперечливу природу. Під час очікування публікації Дублінців Джойс переробив центральні теми роману Stephen Hero, який він розпочав 1904 року в Ірландії але полишив 1907 року, на роман Портрет митця замолоду, опублікований 1916 року, через рік після переїзду письменника назад до Цюриха в розпал Першої світової війни.

## Композиція
Et ignotas animum dimittit in artes.
(«І він звернув свій розум до невідомих мистецтв.»)— Овідій, Епіграф до Портрету митця замолоду

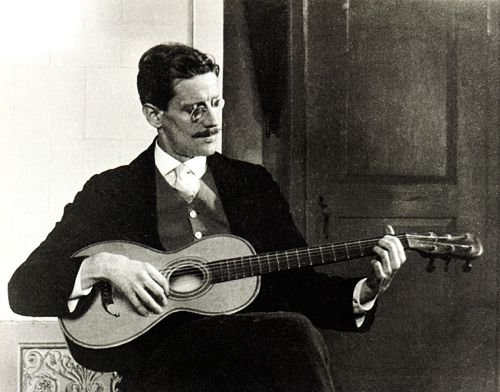
Джеймс Джойс 1915 року

На прохання редакторів 7 січня 1904 року Джойс надіслав роботу філософської художньої прози під назвою «Портрет митця» в ірландський літературний журнал Дана. Редактор журналу Дана В. К. Маджі відкинув цей твір з формулюванням: «Я не можу опублікувати те, що я не розумію». У день свого 22-ліття, 2 лютого 1904 року, Джойс розпочав реалістичний автобіографічний роман під назвою Stephen Hero, який містив аспекти естетичної філософії, розвинуті згодом у Портреті. Він працював над цією книгою до середини 1905 року і взяв з собою рукопис під час переїзду до Трієста. Хоча його головна увага зосередилась на оповіданнях, які пізніше увійдуть у збірку Дублінці, але Джойс продовжував працювати над Stephen Hero. Написавши 914 сторінок рукопису, 25 глав із 63 задуманих, Джойс вважав книгу наполовину завершеною. Однак, у вересні 1907 року він покинув цей твір і розпочав повну переробку тексту і структури, які пізніше стали Портретом митця замолоду. До 1909 року робота вже набула певної форми і Джойс показав деякі з її чорнових глав своєму студентові-мовнику Етторе Шміцу як вправу. Шміц був вражений твором Джойса і заохотив того продовжити роботу над книгою.

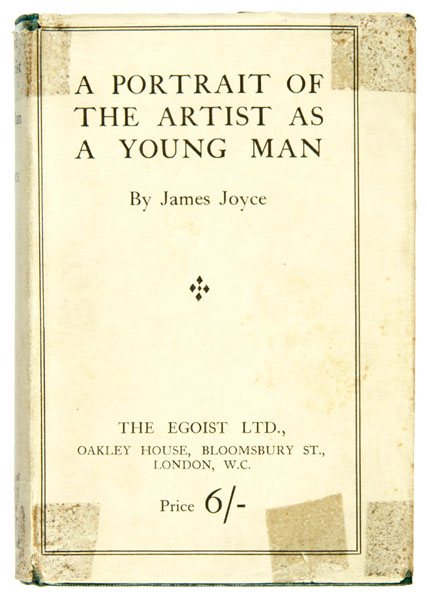

1911 року з Джойсом стався напад люті через постійну відмову видавців надрукувати Дублінців. Тоді він кинув рукопис Портрета у вогонь. Його врятувала «сімейна пожежна бригада», включаючи сестру Ейлін.
Джойс показав, за його власними словами, «ретельну жадібність» у використанні матеріалу для роману. Він переробив дві свої попередні спроби пояснення естетики і опису юності, Портрет митця і Stephen Hero, а також свій записник з Трієста, в якому йшлося про філософію Томи Аквінського. Все це зайняло п'ять добре продуманих глав.
Stephen Hero написаний з точки зору всезнаючого оповідача третього роду, але в Портреті Джойс застосовує невласне-пряму мову. Ця зміна віддзеркалює зміщення оповідного центру свідомості повністю на Стівена. Герої та події набувають такого значення, як в його свідомості, і відчуваються з його точки зору. Автор вже не згадує про персонажів та місця, просто через те, що молодий Джойс і так знає їх. Важливі деталі ретельно вибрано і вписано в естетичний рисунок роману.

## Історія публікації
1913 року ірландський поет В. Б. Єйтс рекомендував твір Джойса американському авангардному поетові Езрі Паунду, який тоді укладав антологію віршів. Паунд написав Джойсові і 1914 року той надіслав Паунду першу главу незакінченого Портрета. Паунд був настільки вражений твором, що наполіг на його поступовій публікації в лондонському літературному журналі The Egoist. Джойс поспішив завершити роман, і той вийшов у 25-ти номерах журналу The Egoist від 2 лютого 1914 до 1 вересня 1915 року.
Було важко знайти британських видавців для завершеного роману, тому Паунд замовив публікацію в американському видавництві B. W. Huebsch, яке видало роман 29 грудня 1916 року. The Egoist Press перепублікував його у Великій Британії 12 лютого 1917 року, а Jonathan Cape заволодів правами на публікацію 1924 року. 1964 Viking Press видали виправлену версію, яку перевірив Честер Андерсон. 1993 року Garland випустив видання «copy text» Ганса Волтера Габлера.

## Головні герої
Стівен Дедал — головний герой книги Портрет митця замолоду. Виховуючись, Стівен проходить через довгі періоди гедонізму і глибокої релігійності. Зрештою він приймає філософію естетизму, високо цінуючи красу і мистецтво. Передусім Стівен — це alter ego Джойса і багато подій із життя цього героя віддзеркалюють власну юність письменника. Його прізвище походить від давньогрецького міфологічного героя на ім'я Дедал, який також боровся за власну незалежність.
Саймон Дедал — батько Стівена, збіднілий колишній студент-медик зі сильним почуттям ірландського націоналізму. Маючи сентиментальні почуття щодо свого минулого, Саймон часто згадує про свою юність. Віддалено ґрунтується на власному батькові Джойса та їхніх взаєминах.
Мері Дедал — мати Стівена, дуже релігійна і часто сперечається зі Стівеном про відвідування ним служби.
Емма Клері — кохана Стівена, молода дівчина, яка шалено приваблює його впродовж багатьох років. Стівен створює з неї у своїй уяві образ ідеальної жіночності, навіть попри те (чи завдяки тому), що він не знає її добре.
Чарлз Стюарт Парнелл — ірландський політичний лідер, який не є справжнім героєм роману, але його смерть вплинула на багатьох героїв. Парнелл потужно очолював Ірландську парламентську партію, допоки не був усунутий з суспільного життя після викриття його зв'язку з одруженою жінкою.
Кренлі — найкращий університетський друг Стівена, якому той довіряє деякі зі своїх думок і почуттів. У цьому сенсі Кренлі представляє для Стівена церковного духівника. Зрештою Кренлі починає заохочувати Стівена підкоритися волі членів його сім'ї та наполегливіше шукати спільної мови з однолітками, а Стівен шалено опирається цій пораді. Наприкінці роману Стівен розповідає йому про свою естетичну філософію. Частково саме через Кренлі Стівен вирішує покинути Ірландію, після того як бачить його пробуджуваний (і обопільний) романтичний інтерес до Емми.
Данте (місіс Ріордан) — гувернантка дітей Саймона Дедала. Несамовита прихильниця католицизму.
Лінч — університетський друг Стівена, який має досить черству особистість.

## Переклади на українську
Вперше роман переклав Ярослав Стельмах. Переклад був виданий у журналі «Всесвіт» 1976 року.
Окремим виданням в Україні роман вийшов у 2005 році в перекладі Мар'яни Прокопович, яка послуговувалася в роботі також перекладом Ярослава Стельмаха. 2017 ж року переклад Мар'яни Прокопович перевидало видавництво Komubook у рамках третьої черги спільнокоштової передплати.

## Нотатки
1. ↑  Часом наводять помилкову історію, в якій ідеться про книгу Stephen Hero і громадянську дружину Джойса Нору Барнакл. Цієї помилки 1935 року вперше припустилася покровителька письменника Сільвія Біч, а потім вона потрапила до біографії Джеймс Джойс, яку написав Герберт Горман, опублікованої 1939 року.[7]